# Rivka Golani
Rivka Golani, in ebraico רבקה גולני‎?, (Tel Aviv, 22 marzo 1946), è una violista israeliana con cittadinanza canadese.
BBC Music Magazine l'ha inclusa nella lista dei 200 più importanti strumentisti e dei cinque violisti più importanti in attività.

## Biografia
Rivka Golani nacque a Tel Aviv. Suo padre era di Varsavia e aveva perso la sua famiglia nell'Olocausto. Sua madre era della Galizia polacca. I genitori della Golani erano portati per l'arte e la Golani iniziò con il violino all'età di 7 anni, mentre sua sorella imparò il violoncello.
La Golani divenne allieva del violinista Alexander Moskowsky all'età di 18 anni. Passò alla viola a 21 anni e studiò con il violista Oedoen Partos, divenendo membro della Israel Philharmonic Orchestra. Sposò il liutaio ungherese Otto Erdesz e nel 1974 la coppia si trasferì in Canada, dove la Golani divenne cittadina nel 1983. Erdesz fabbricò per lei quello che fu il suo strumento preferito durante tutta la sua carriera. Dopo il divorzio la Golani si risposò e si trasferì a Londra, nel Regno Unito, dove continua a risiedere con il suo secondo marito, Jeremy Fox. La Golani è anche una pittrice e ha esposto in America, Canada, Israele e Regno Unito.
Ha suonato come solista in molte orchestre in tutto il mondo tra le quali Boston Symphony, Calgary Philharmonic Orchestra, Royal Concertgebouw, BBC Symphony, BBC Philharmonic, Orchestra Filarmonica di Hong Kong, Orchestra Sinfonica di Singapore, Royal Philharmonic, Orchestra filarmonica di Rotterdam, Israel Philharmonic, Tokyo Metropolitan, Orchestre symphonique de Montréal e la Toronto Symphony. Più di 250 pezzi sono stati scritti per lei, compresi oltre 60 concerti.

## Registrazioni
Le registrazioni su CD della Golani includono il Concerto per violoncello di Elgar arrangiato per viola con la Royal Philharmonic Orchestra, il Concerto per viola e orchestra di Bartók con l'Orchestra Filarmonica di Budapest, il Rhapsody Concerto di Martinu con l'Orchestra Sinfonica di Berna, la Chaconne del Premio Pulitzer Michael Colgrass con la Toronto Symphony e un set di tre CD di lavori di Johann Sebastian Bach arrangiati per viola solista.

## Insegnante
Come insegnante la Golani attira studenti da tutto il mondo per le sue master class. Ha una cattedra al Trinity College of Music di Londra e ha anche insegnato al Birmingham Conservatoire, all'Università di Toronto e alla Royal Academy of Music di Londra.

## Discografia
- Arnold, M. Concerto per Viola e Chamber Orchestra, Op. 108. London Musici, Mark Stephenson - Direttore. Conifer Classics 75605-51211-2 (1992, registrazione del 1991), Conifer Classics 75605 51263 2 (1996)
- Bach, J.S. Six Suites per solo Violoncello - transcribed per solo Viola BWV 1007-1012; Bach/Z. Kodály (arr.) Chromatic Fantasy BWV 903;  J. S. Bach Chaconne BWV 1004. (2001). MVCD 1141-3 CBC Records.
- Bach, J.S. Brandenburg Concertos - Complete Set (No. 6 per two violas & Orchestra), CBC Vancouver Orchestra, Mario Bernardi - Direttore. CBC - SMCD5082
- Bach, J.S. Chromatic Fantasia (ed. Kodály) in The History of the Viola on Record, Vol IV.. Pearl - GEMS 0039
- Bartók, B. Viola Concerto; Serly Viola Concerto; Rhapsody. Budapest Symphony Orchestra, Andras Ligeti - Direttore. (1990). Conifer CDCF-189 (CD)
- Bax, A. Fantasy Sonata; J. S. Bach Sonata No. 2;  Morawetz Sonata per arpa e viola. Con Judy Loman - arpa. (1994). Marquis ERAD 131
- Berlioz,H. Harold in Italy. San Diego Symphony Orchestra, Yoav Talmi - Direttore. Naxos 8.553034
- Brahms, J. The Three Piano Quartets. Con il Borodin Trio. (1990). 2-Chandos CHAN-8009 (CD)
- Brahms, J. Viola Sonata in Fa minore opus 120, no. 1, Viola Sonata Mi bemolle opus 120, no. 2;  J. Joachim Variations su un Tema Originale (world premier recording) opus 10. Con Konstantin Bogino - piano. (1991). Conifer CDCF 199.
- Brahms, J. Zwei Gesânge, Op. 91 in "Maureen Forrester", con Maureen Forrester - Contralto e Thomas Muraco - Piano. CBC Records PSCD-2017
- Britten, B. Lachrymae. I Musici de Montréal. (1990). Chandos CHAN-8817 (CD)
- Cherney, B. Chamber Concerto per Viola e Dieci suonatori. NMC Ens, R. Aitken - Direttore. String Trio. Otto Armin - violino, P. Schenkman - violoncello. (1981). RCI 537
- Cherney, B. Shekinah per sola viola; In Stillness Ascending, con L. P. Pelletier - piano. (1991). McGill 750036-2
- Colgrass,M. Chaconne per Viola & Orchestra (CD also includes Bloch E. Suite Hébraique; Hindemith, P. Trauermusik; Britten, B Lachrymae), con Toronto Symphony Orchestra, Andrew Davis - Direttore. CBC SM-2-5087
- Elgar, Sir Edward. Cello Concerto in E minor, opus 85 (Viola transcription: L. Tertis); Bax, Arnold: Phantasy per Viola e Orchestra - 1920. Royal Philharmonic Orchestra, Vernon Handley - Direttore. (1988). Conifer CFC-171/CDCF 171
- Freedman, H. Opus Pocus. Con Robert Aitken - flute, Otto Armin - violin, Peter Schenkman - violoncello. (1983). Centrediscs CMC-0983
- Glick, S.I. Music for Passover. Beth Tikvah Synagogue Choir, Beth Tzedec Chor, Kernerman violin, McCartney violin, Miller violoncello, Glick Direttore. 4-ACM 34 (CD)
- Hatzis, C. Pyrrichean Dances, con Beverley Johnston - Percussion, e Symphony Nova Scotia, Bernhard Gueller - Direttore, CBC Records, SMCD-5243
- Koprowski, P. Concerto per Viola e Orchestra. Toronto Symphony, Jukka-Pekka Saraste - Direttore. (2001). SMCD 5206
- Martinu, B. Rhapsody-Concerto. Bern Symphony Orchestra, Peter Maag - Direttore. (1986). Conifer CFC-146
- Papineau-Couture, J. Prouesse. (1986). RCI 647
- Prokofiev, S. Overture on Hebrew Themes OP. 34 - con the Borodin Trio e James Campbell. CHAN-8924
- Rubbra, E. Concerto in A per viola e orchestra, opus 75; Little violin. (1994). Royal Philharmonic Orchestra, Vernon Handley - Direttore. Conifer CDCF 225
- Schumann, R. Märchenerzählungen. Con J. Campbell - clarinet, William Tritt - piano. (1986). RCI 637
- Schumann, R. Fairly Tales Op. 113; 3 Romances Op. 94; 5 Pieces in Folk Style Op. 102; Fairy Tale Narrations con clarinet Op. 132. Con Joaquín Valdepeñas - clarinet. Bernadene - Blaha piano. (1999). MVCD 1127
- Sohal, N. Shades IV in Chamber Music Vol. I - MERUCD001
- Weill, K.  Kiddush (in The London Viola Sound); viola solo e  48 violas from London orchestras, Geoffrey Simon - Direttore, CALA Records - CACD0106
- Yuasa, Joji. Eye on Genesis - Revealed Time per Viola & Orchestra. Tokyo Metropolitan Orchestra, Hiroyuki Iwaki - Direttore. FOCD-2508
- Zehavi, O. Concerto per Viola * Orchestra. Haifa Symphony Orchestra, Stanley Sperber - Direttore. MII-CD-22
- Zuckert, L. Shepherd's Sadness, Lento Triste. Con Patricia Parr - piano. (1986). Jubal 5007

### Raccolte
- The Viola Volume I: Grigoras Dinicu: Hora Staccato; Gabriel Faure: Après un Rêve Op. 7; Claude Debussy: Romance; Antonín Dvořák: Bagatelle No. 3 Henry Purcell: Aria; Enrique Granados - Spanish Dance, Op. 37 No. 2 "Oriental" (12 Spanish Danses); Johannes Brahms: Hungarian Dance No. 1 - Hungarian Dance No. 3 in F Major; Arthur Benjamin: Jamaican Rumba; Modest Petrovich Mussorgsky - Hopak; Christoph Willibald Gluck: Melody from Orfeo; Richard Heuberger: Midnight Bells; Fritz Kreisler: Liebesleid - Schön Rosmarin; Carl Maria von Weber: Andante e Hungarian Rondo in C minor.  J. 79.
- The Viola Volumes II & III: Franz Schubert: Sonata in A minor per Arpeggione e Piano; Robert Schumann: Märchenbilder, Op. 113; Joachim: Hebrew Melodies (Impressions of Byron's Poems), Op. 9; Brahms: Sonata F minor Op. 120, No. 1; Dmitri Shostakovich: Sonata for Viola e Piano Op. 147. Samuel Sanders - piano. 1984-5. 2-Masters of the Bow MBS-2021-2
- Viola Nouveau: Works by Barnes - Cherney - Jaeger - O. Joachim - Prévost. (1983). Centrediscs CMC-0883/(Prévost) 6-ACM 28
- Prouesse: Works by Jaeger - Tittle - Mozetich - Papineau-Couture - Southam. Centrediscs CMC-4492
- Rivka Golani: Works by MacIntosh - Harmon - Hiscott - Colgrass. Centrediscs CMC-5798
- I Heard a Voice from Heaven - Jewish Devotional Music of 18th - 20th Centuries, Cantor Louis Danto con il pianista Lawrence Pitchko, Cadenza Records, Toronto, Canada.
- Rivka Golani Encores: lavori di Brahms, Kreisler, Paganini, Gluck, Rachmaninov, von Weber, Wieniawski, Massenet, Godowsky (Heifetz), Dinicu (Heifetz) e Bruch, con Michelle Levin, Piano, Hungaroton Classic HCD 32645